# Nototropis melanops
Nototropis melanops is een vlokreeftensoort uit de familie van de Atylidae. De wetenschappelijke naam van de soort is voor het eerst geldig gepubliceerd in 1959 door Oldevig.